# Tomasz Rząsa
Tomasz Mariusz Rząsa (Cracovia, Polonia, 11 de marzo de 1973) y es un exfutbolista polaco, que se desempeñó como defensa y mediocampista y que militó en diversos clubes de Polonia, Holanda, Suiza, Serbia y Austria.

## Selección nacional
Ha sido internacional con la selección de fútbol de Polonia, donde jugó en 36 ocasiones y anotó solo 1 gol en el seleccionado adulto. Asimismo, Rząsa participó junto a su selección en una Copa del Mundo y fue en la edición de Corea del Sur y Japón 2002, cuando su selección quedó eliminada en la primera fase, siendo último en su grupo (que compartió con Corea del Sur, Estados Unidos y Portugal).

## Clubes
| Club          | País                | Año       |
| ------------- | ------------------- | --------- |
| KS Cracovia   | Polonia             | 1986-1992 |
| Sokół Pniewy  | Polonia             | 1992-1995 |
| Grasshopper   | Suiza               | 1995-1996 |
| AC Lugano     | Suiza               | 1996      |
| Grasshopper   | Suiza               | 1996-1997 |
| Young Boys    | Suiza               | 1997      |
| De Graafschap | Países Bajos        | 1997-1999 |
| Feyenoord     | Países Bajos        | 1999-2003 |
| FK Partizan   | Serbia y Montenegro | 2003-2004 |
| Heerenveen    | Países Bajos        | 2004-2005 |
| Den Haag      | Países Bajos        | 2005-2006 |
| SV Ried       | Austria             | 2006-2008 |